# Greenwood Farm (Ipswich, Massachusetts)
Greenwood Farm ist ein 216 Acres (0,9 km²) großes Naturschutzgebiet bei der Stadt Ipswich im Bundesstaat Massachusetts der Vereinigten Staaten, das von der Organisation The Trustees of Reservations verwaltet wird.

## Geschichte
Bereits kurz nach Gründung der Massachusetts Bay Colony wurde das Areal, in dem sich das heutige Schutzgebiet befindet, von den europäischen Siedlern in Beschlag genommen. Robert Paine erhielt von der Stadt Ipswich den Zuschlag für ein Grundstück, das kurz darauf als Paine Farm bekannt wurde. Sein Sohn Robert Paine der Jüngere erhielt seinen Abschluss an der Harvard University im Jahr 1656 und war 1692 der Vorsitzende der Jury in den Hexenprozessen von Salem. Er wird als erster Bewohner des heute unter Denkmalschutz stehenden Paine-Dodge House angesehen, dessen Baujahr auf 1694 geschätzt wird und das seit dem 9. März 1990 unter der Nummer 90000231 im National Register of Historic Places eingetragen ist. Es wurde im Stil der First Period-Architektur errichtet, die in Neuengland von 1625 bis 1725 sehr beliebt war.
Die Familie besaß und bewirtschaftete die Farm für drei Generationen. 1828 errichtete Thomas S. Greenwood das ebenfalls noch existente Bauernhaus neben dem Paine House. 1911 wurde das Grundstück an Major Guy Murchie verkauft, wobei unklar ist, ob er einige kosmetische Veränderungen an beiden Häusern vornahm. Murchie verkaufte den Besitz 1916 weiter an den Bostoner Anwalt Robert Dodge, der das Grundstück als Sommerresidenz nutzte, zwischen 1920 und 1921 die Außengebäude errichten ließ und das Bauernhaus grundlegend renovierte. Mrs. Alice Childs Dodge sammelte Möbel und andere Einrichtungsgegenstände für das Paine House und veranlasste zwischen 1936 und 1937 dessen Restaurierung. Auf Wunsch der Familie Dodge bewahren heute die Trustees of Reservations das Haus und unterhalten dort ein Museum. Das Bauernhaus dient auch heute noch als privates Wohnhaus.
Das Schutzgebiet wurde auf der Basis einer Schenkung an die Trustees im Jahr 1975 eingerichtet, weitere ergänzende Schenkungen erfolgten 1979, 1980, 1998 und 2000.

## Schutzgebiet
Das Schutzgebiet wurde nach Thomas S. Greenwood benannt, der im 19. Jahrhundert das Bauernhaus errichtete. Ca. 2,5 mi (4 km) Wanderwege führen durch das Gebiet und erlauben die Beobachtung von Schwalben, Seidenschwänzen, Libellen, Rotschwanzbussarden, Kanadareihern, Schmuckreihern, Reisstärlingen, Virginia-Uhus und Rotfüchsen.
Zum Schutzgebiet gehören mehrere, aus Drumlins bestehende Inseln, die von Salzwiesen umgeben sind. Sie wurden vor mehr als 10.000 Jahren vom Wisconsin-Gletscher gebildet und sind aus Umweltschutzgründen nicht öffentlich zugänglich. Die Salzwiese entwässert in den Ipswich River, dessen Quelle 35 mi (56,3 km) weiter westlich in Burlington liegt. Sie wird zweimal täglich von den Gezeiten überflutet und bietet Miesmuscheln sowie Sandklaffmuscheln einen Lebensraum. Bei Ebbe können dort Gemeine Strandkrabben beobachtet werden.